# Покретни дворац
Покретни дворац (јап. ハウルの動く城, енгл. Howl's Moving Castle) је јапански анимирани филм Студија Гибли из 2004. чији је режисер и сценариста Хајао Мијазаки. Снимљен је по роману Хаулов покретни замак британске списатељице Дајане Вин Џоунс. Био је номинован за награду Оскар у категорији Најбољи анимирани филм.

## Улоге
| Улога          | Глумац           | Глумац (енглеска синхронизација) |
| -------------- | ---------------- | -------------------------------- |
| Софи (млада)   | Чиеко Баишо      | Емили Мортимер                   |
| Софи (старија) | Чиеко Баишо      | Џин Симонс                       |
| Хаул           | Такуја Кимура    | Кристијан Бејл                   |
| Вештица        | Акихиро Мива     | Лорен Бакол                      |
| Калцифер       | Тацуја Гашуин    | Били Кристал                     |
| Маркл          | Рјуносуке Камики | Џош Хачерсон                     |
| Мадам Салиман  | Харуко Като      | Лорен Бакол                      |
| Лети           | Јајои Казуки     | Џена Малон                       |